# Стенберген (Норденвелд)
Стенберген (нід. Steenbergen) — село в нідерландській провінції Дренте. Входить до муніципалітету Норденвелд.
Його площа становить 0,13 км², а населення станом на 2021 рік складало 85 осіб.
Перша згадка про населений пункт датується 1531 роком.